# Ізоморфізм (гештальтпсихологія)
Термін ізоморфізм буквально означає однаковість (ізо) форми (морфізм). У гештальтпсихології ізоморфізм — це ідея про те, що сприйняття та фізіологічне уявлення, що лежить в його основі, схожі через пов’язані гештальт-якості. Ізоморфізм стосується відповідності між набором стимулів і станом мозку, створеним цими стимулами, і ґрунтується на ідеї, що об’єктивні мозкові процеси, що лежать в основі певних феноменологічних переживань і пов’язані з ними, функціонально мають ту саму форму та структуру, що й суб’єктивні переживання .
Ізоморфізм також можна описати як подібність у гештальтному моделюванні стимулу та активності в мозку під час сприйняття стимулу. У загальнішому плані ця концепція є виразом матеріалістичного погляду, згідно з яким властивості розуму та свідомості є прямим наслідком електрохімічних взаємодій у фізичному мозку.
Зазвичай використовуваним прикладом ізоморфізму є явище фі, коли ряд вогнів, що блимають послідовно, створює ілюзію руху. Стверджується, що стан мозку, створений цим стимулом, збігається зі станом мозку, створеним плямою світла, що переміщується з одного місця в інше. Стимул сприймається як рух, тому що суб'єктивне сприйняття просторової структури корелюється з електричними полями в мозку, просторовий малюнок яких відображає просторову структуру в сприйманому світі  .